# Puertoricomorkulla
Puertoricomorkulla (Scolopax anthonyi) är en förhistorisk utdöd fågel i familjen snäppor inom ordningen vadarfåglar. 

## Upptäckt och systematik
Den är endast känd från subfossila lämningar funna på Puerto Rico nära Morovis. Alexander Wetmore som beskrev arten 1920 placerade den först i beckasinsläktet Gallinago, men Storrs Olson omgranskade fynden 1976 och bedömde att fågeln snarare utgjorde en medlem av släktet Scolopax.

## Utseende
Puertoricomorkullan var mindre än den europeiska morkullan, men större än amerikansk morkulla som idag är den enda överlevande morkullearten i både Nordamerika och Sydamerika. Storleksskillnader i det fossila materialet tros härröra från skillnader mellan könen. Jämfört med andra arter i släktet var vingarna kortare, vilket antyder att den var marklevande. I övrigt finns lite kunskap om fågeln och varför den dog ut.

## Namn
Fågelns vetenskapliga artnamn hedrar den amerikanske zoologen Harold Elmer Anthony (1890-1970).